# 카를 에두아르트 폰 작센코부르크고타 공작
카를 에두아르트 폰 작센코부르크고타 공작(독일어: Carl Eduard Herzog von Sachsen-Coburg und Gotha, 1884년 7월 19일 ~ 1954년 3월 6일)은 1900년 7월 30일부터 1918년 11월 14일까지 독일 중부 튀링겐 지방의 작센코부르크고타 공국의 군주였다. 빅토리아 여왕의 손자로, 그 자신도 영국의 왕자였으며 올버니 공작위를 가지고 있었다.

## 재위
1900년 에든버러 공작이자 작센코부르크고타 공작이었던 숙부 알프레트의 사망으로 16세의 나이로 작센코부르크고타 공국의 군주가 되었다. 본래 그의 이름은 영국식인 찰스 에드워드였으나, 독일 공국의 군주가 되면서 카를 에두아르트로 이름이 바뀌었다.
그는 당시 나이가 어렸기 때문에 즉위 이후 5년간 섭정을 받았다. 1905년 7월 19일 친정(handle political affairs directly)을 시작했고, 같은 해 10월 11일 덴마크 왕가의 먼 친척인 빅토리아 아델하이트와 결혼하여 3남 2녀를 두었다. 그의 장녀는 스웨덴의 칼 16세 구스타프의 어머니인 지빌라 폰 작센코부르크고타이다.
1918년 패전의 결과로 다른 독일의 군주들과 함께 폐위되었다. 제1차 세계대전으로 인하여, 또한 독일과 영국이 적국이 되자, 작위박탈법에 의하여 올버니 공작위와 영국의 왕자 직위를 박탈당했다.

## 말년
그는 폐위된 뒤 나치당에 가입해, 나치 독일의 적십자사 총재를 지냈으며, 1937년부터 패전 때까지 독일 제국의회 의원을 지냈다. 그 결과 전후(戰後) 체포되어 무거운 벌금형을 선고받았다. 또한 그의 공국(公國)이었던 고타 지역은 소련군 점령하에 놓이게 되어, 소련군에 의해 그 지역에 있던 재산이 몰수되어 가난한 만년을 보냈다.
1954년 서독 코부르크에서 사망했다.

## 자녀
- 요한 레오폴트(1906~1972) 작센코부르크고타 세습 공자(귀천상혼으로 계승권 포기)
- 지빌라(1908~1972) 베스테르보텐 공작부인
- 후베르투스(1909~1943) 2차 세계대전에서 전사
- 카롤리네 마틸데(1912~1983)
- 프리드리히 요시아스(1918~1998) 작센코부르크고타 공가 당주위 계승

## 같이 보기
- 빌헬미나 - 카를 에두아르트의 이종사촌